# シャバズ・ムハンマド
シャバズ・ナギー・モハメド  (Shabazz Nagee Muhammad 1992年11月13日 - )は、アメリカ合衆国・カリフォルニア州ロングビーチ出身のプロバスケットボール選手。

## 来歴
ネバダ州のビショップ高校時代に全米級の逸材として注目されたモハメドは、大学進学の際にデューク大学やケンタッキー大学といった有力校からの誘いを受けたものの、最終的には地元のUCLAに進学。1年目の2012-13シーズンに平均17.9得点を記録し、1年間プレーしただけで2013年のNBAドラフトにアーリーエントリーを表明。ドラフトでは14位でユタ・ジャズから指名されたが、ドラフト開催日当日に同じくジャズが21位で指名したゴルグイ・ディエングと、ミネソタ・ティンバーウルブズが9位で指名したトレイ・バークの交渉権同士のトレードが行われ、ウルブズの一員としてNBA生活がスタートした。
長年低迷に苦しむウルブズで期待されたモハメドだったが、1年目の2013-14シーズンはコンディション不足で37試合の出場終わり、2年目のシーズンこそ平均13.5得点と数字を伸ばしたものの、右手中指の手術の為に38試合の出場に終わるなど、消化不良に終わった。
2015-16シーズン以降はシックスマンに定着。2017年夏にクオリファイング・オファーを取り下げられて完全FAとなり、契約先が見つからず、結局9月12日にティンバーウルブズと再契約となった。2018年3月1日、ウルブズからウェイブされた。3月4日、ミルウォーキー・バックスと契約した。